# Obrh pri Dragatušu
Obrh pri Dragatušu este o localitate din comuna Črnomelj, Slovenia, cu o populație de 97 de locuitori.